# 渡邊由美
渡邊 由美（わたなべ ゆみ、1970年7月2日 - ）は、日本の元女子サッカー選手。元サッカー日本女子代表。現役時代のポジションはディフェンダー。

## 来歴
フジタ天台SCマーキュリーでプレーした。
サッカー日本女子代表では、1988年6月1日、17歳の時にアメリカ合衆国代表との試合でデビューした。その後、1989 AFC女子選手権（3位）、1990年アジア競技大会（準優勝）にも出場した。また、試合には出場しなかったが、1991 FIFA女子ワールドカップのメンバーにも選ばれた。1991年までに通算で19試合に出場し、2得点を決めた。

## 代表歴
- 1988年6月1日 - 日本女子代表初出場 -  アメリカ合衆国戦
- 1989年1月14日 - 日本女子代表初得点 -  フィリピン戦 (アモイ国際大会)

### 出場大会など
- 1989 AFC女子選手権（3位）
- 1990年アジア競技大会（準優勝）
- 1991 FIFA女子ワールドカップ

### 試合数
| 日本代表 | 国際Aマッチ | 国際Aマッチ |
| 年       | 出場        | 得点        |
| -------- | ----------- | ----------- |
| 1988     | 2           | 0           |
| 1989     | 9           | 2           |
| 1990     | 6           | 0           |
| 1991     | 2           | 0           |
| 通算     | 19          | 2           |

- 出典: なでしこジャパン（日本女子代表）試合別出場記録[1]

### 出場
| #  | 開催日         | 開催地   | 会場                   | 相手                   | 結果  | 監督     | 大会             |
| -- | -------------- | -------- | ---------------------- | ---------------------- | ----- | -------- | ---------------- |
| 1  | 1988年06月01日 | 広州     |                        | アメリカ合衆国         | ●2-5  | 鈴木良平 | 広州国際大会     |
| 2  | 1988年06月03日 | 広州     |                        | チェコスロバキア       | ●1-2  | 鈴木良平 | 広州国際大会     |
| 3  | 1989年01月12日 | アモイ   |                        | フィンランド           | ●0-1  | 鈴木良平 | アモイ国際大会   |
| 4  | 1989年01月14日 | アモイ   |                        | フィリピン             | ○13-0 | 鈴木良平 | アモイ国際大会   |
| 5  | 1989年01月16日 | アモイ   |                        | 中国                   | ●0-4  | 鈴木良平 | アモイ国際大会   |
| 6  | 1989年12月02日 | 神奈川県 | 平塚競技場             | オーストラリア         | △2-2  | 鈴木保   | プリマカップ     |
| 7  | 1989年12月04日 | 千葉県   | 習志野市秋津サッカー場 | オーストラリア         | △1-1  | 鈴木保   | プリマカップ     |
| 8  | 1989年12月19日 | 香港     |                        | インドネシア           | ○11-0 | 鈴木保   | アジア選手権     |
| 9  | 1989年12月24日 | 香港     |                        | 香港                   | ○14-0 | 鈴木保   | アジア選手権     |
| 10 | 1989年12月26日 | 香港     |                        | チャイニーズタイペイ   | ●0-1  | 鈴木保   | アジア選手権     |
| 11 | 1989年12月29日 | 香港     |                        | 香港                   | ○9-0  | 鈴木保   | アジア選手権     |
| 12 | 1990年09月06日 | ソウル   |                        | 韓国                   | ○13-1 | 鈴木保   | 国際親善試合     |
| 13 | 1990年09月09日 | 釜山     |                        | 韓国                   | ○5-0  | 鈴木保   | 国際親善試合     |
| 14 | 1990年09月27日 | 北京     |                        | 中国                   | ●0-5  | 鈴木保   | アジア大会       |
| 15 | 1990年09月29日 | 北京     |                        | 韓国                   | ○8-1  | 鈴木保   | アジア大会       |
| 16 | 1990年10月03日 | 北京     |                        | チャイニーズタイペイ   | ○3-1  | 鈴木保   | アジア大会       |
| 17 | 1990年10月06日 | 北京     |                        | 朝鮮民主主義人民共和国 | △1-1  | 鈴木保   | アジア大会       |
| 18 | 1991年04月03日 | ヴァルナ |                        | スウェーデン           | △2-2  | 鈴木保   | ヴァルナ国際大会 |
| 19 | 1991年04月05日 | ヴァルナ |                        | ハンガリー             | ○2-0  | 鈴木保   | ヴァルナ国際大会 |

### ゴール
| # | 開催年月日     | 開催地 | 対戦国     | 勝敗   | 試合概要           |
| - | -------------- | ------ | ---------- | ------ | ------------------ |
| 1 | 1989年1月14日  | アモイ | フィリピン | ○ 13-0 | アモイ国際大会     |
| 2 | 1989年12月29日 | 香港   | 香港       | ○ 9-0  | 1989 AFC女子選手権 |